# Droude
Die Droude ist ein Fluss in Frankreich, der im Département Gard in der Region Okzitanien verläuft. Er entspringt im Gemeindegebiet von Saint-Just-et-Vacquières, entwässert anfangs in westlicher Richtung, dreht bei Méjannes-lès-Alès auf Süd, dann auf Südost und mündet nach rund 23 Kilometern am westlichen Ortsrand von Moussac als linker Nebenfluss in den Gardon.

## Orte am Fluss
(Reihenfolge in Fließrichtung)
- Mons
- Méjannes-lès-Alès
- Saint-Étienne-de-l’Olm
- Martignargues
- Saint-Césaire-de-Gauzignan
- Cruviers-Lascours
- Brignon
- Moussac